# Юшко, Флорентина
Флоренти́на Косми́на Юшко (рум. Florentina Cosmina Marincu; род. 8 апреля 1996, Дева, жудец Хунедоара, Румыния) — румынская легкоатлетка, специализирующаяся в прыжке в длину и тройном прыжке. Бронзовый призёр чемпионата Европы в помещении 2015 года. Двукратная победительница юношеского чемпионата мира (2013). Трёхкратная чемпионка Румынии.

## Биография
Родной город Флорентины, Дева, знаменит своей гимнастической школой. Однако ей не суждено было стать гимнасткой — Маринку пришла в спорт слишком поздно и, к тому же, была высокого роста. Так она в 11 лет оказалась в лёгкой атлетике, где стала специализироваться на прыжковых дисциплинах. Под руководством Николае Алексе ей довольно рано удалось добиться серьёзных результатов. В 16 лет она прыгнула в длину на 6,50 м и стала участницей взрослого чемпионата Европы в помещении, где закрепить успех не удалось (не прошла квалификацию, уступив личному рекорду более полуметра).
На юношеском чемпионате мира 2013 года сделала победный дубль, победив в прыжке в длину и в тройном прыжке. Прежде два золота в этих дисциплинах на одном чемпионате выигрывала лишь соотечественница Флорентины Кристина Спатару (это произошло в 2003 году).
Первую медаль на взрослом уровне завоевала на зимнем чемпионате Европы 2015 года. Это была бронза в прыжке в длину. В том же сезоне вновь отличилась в двух видах на юниорском чемпионате Европы, выиграв золото в прыжке в длину и став третьей в тройном.
Из-за межпозвоночной грыжи пропустила окончание 2015 года и весь 2016-й, сделав лишь один старт (победный на зимнем чемпионате страны 2016 — 6,49 м).

## Основные результаты
| Год  | Турнир                         | Место проведения    | Дисциплина     | Место        | Результат         |
| ---- | ------------------------------ | ------------------- | -------------- | ------------ | ----------------- |
| 2013 | Чемпионат Европы в помещении   | Гётеборг, Швеция    | прыжок в длину | 17-е (квал.) | 5,98 м            |
| 2013 | Чемпионат мира среди юношей    | Донецк, Украина     | прыжок в длину | 1-е          | 6,42 м            |
| 2013 | Чемпионат мира среди юношей    | Донецк, Украина     | тройной прыжок | 1-е          | 13,75 м           |
| 2013 | Чемпионат Европы среди юниоров | Риети, Италия       | прыжок в длину | 15-е (квал.) | 6,03 м            |
| 2013 | Чемпионат Европы среди юниоров | Риети, Италия       | тройной прыжок | 4-е          | 13,23 м           |
| 2015 | Чемпионат Европы в помещении   | Прага, Чехия        | прыжок в длину | 3-е          | 6,79 м            |
| 2015 | Чемпионат Европы среди юниоров | Эскильстуна, Швеция | прыжок в длину | 1-е          | 6,78 м (+3,8 м/с) |
| 2015 | Чемпионат Европы среди юниоров | Эскильстуна, Швеция | тройной прыжок | 3-е          | 13,08 м           |
| 2015 | Чемпионат мира                 | Пекин, Китай        | прыжок в длину | — (квал.)    | б/рез.            |